# Svartholm fæstning
Svartholm fæstning (finsk: Svartholman merilinnoitus, svensk: Svartholms fästning) var en fæstning ved Loviisa i Finland. Fæstningen blev bygget mellem 1749-1764 af general Augustin Ehrensvärd sammen med en planlagt landfæstning for at forhindre russiske styrker i en fremrykning ved et eventuelt angreb mod Sverige; Finland var da en del af Sverige.
Af centralfæstningens seks planlagte bastioner blev kun to færdige, den Pommerske krig medførte, at arbejdet blev afbrudt i 1757. I 1788 blev fæstningen oprustet og klargjort. Ved udbruddet af Finske krig (1808–1809) var arbejdet med klargøringen dog delvis færdigt og af kanoner fandtes kun en tredjedel af det, man anså som nødvendigt for et effektivt forsvar. 
Ved det russiske angreb på den finske del af Sverige i 1808 blev fæstningen belejret og efter kort tid overgivet af dens kommandant Carl Magnus Gripenberg uden krigstab. Efter Finske krig mistede fæstningen sin strategiske rolle og blev nedlagt.